# Милица Штерић
Милица Штерић (Смедерево, 1914 — Београд, 1998) била је српска архитекта. Већи део радног века радила је у Енергопројекту, оснивајући и руководивши одељењем за архитектуру. Одговорна је и била пројектант изградње многих електрана у СФРЈ, које су помогле обнови привреде државе после Другог светског рата.
Позната по свом модернистичком приступу, једна је од првих жена у Србији која је предузела велике архитектонске пројекте.

## Каријера
Рођена је 1914. године у Смедереву, а студирала је на Архитектонском факултету у Београду, који је завршила 1937. године.
Била је активни учесник Народноослободилачке борбе народа Југославије после Другог светског рата и активан друштвени и политички радни. Кратко је службовала у Министарству грађевине, а 1947. године запослила се у Енергоистоку. У Енергопројекту, наследнику Енергоистока од 1951. до 1985. била је управница Архитектонско-конструктивног одељења ове установе, директорка Дирекције за урбанизам и архитектуру, помоћнк генерално и директора и на крају члан управног одбора и специјални саветник новостворене „холдинг корпорације”. Током рада у Енергопројекту на почетку се фокусирала на изградњу индустријских и инфраструктурних објеката, пројектовајући неколико електрана у СФРЈ. Значајне успехе је постигла на електричним централама у Костолцу, а нарочито на термо-електро постројењима „Колубара“ за које је пројектовала и комплетно стамбено насеље
са друштвеним објектима.
Пројектовала је лично и у заједници са својим сарадницима већи број индустријских, друштвених и стамбених објеката. Учествовала је у десетак јавних конкурса у СФРЈ и иностранству.
Године 1957. Штерић је провела пола године у Холандији радећи у архитектонском бироу Ван ден Броек и Бакем, где је сазнала више о баухаус стилу. По повратку у Србију применила је своје нове вештине и изградила пословну зграду у улици Царице Милице 2 у Београду. Изграђена 1957. године, фасада зграде је комбинација челика и стакла, подвучена хоризонталним тракама прозора. Године 1960. Штерић је пројектовала и седиште Енергопројекта, зграду која је касније постала зграда Беобанке. То је била прва грађевине у Београду са слободно стојећим стубовима и провидном стакленом фасадом.
Током година, свој ангажман у струци обогатила је радним и студијским искустом стеченим у земљама Европе, Африке, Америке и Блиског истока. Била је чланцица Академије за архитектуру Србије од њеног оснивања. Постигла је велике успехе у борби за архитектонско обликовање индустријских објеката у СФРЈ, где су у то време многи инвеститори и стручњаци сматрали да је на индустријској згради архитекта беспредметан и непожељан.
Штерић је била једна од ретких жена архитеката, чије се ауторско дело вреднује са остварењима професора Универзитета и других кључних аутора модерне архитектуре друге половине 20. века у Србији.

## Награде и признања
- Семдојулска награда за архитектуру, 1961. године.[9][10][11]
- Орден рада I и III реда.[4]
- Прва награда за фабрику дувана у Бејруту .
- Прва награда за хидроелектрану Маврово.
- Награда за стамбене блокове на Новом Београду.[4]
- Штерић и други југословенски архитекти представљени су у њујоршком Музеју модерне уметности у пројекту под називом „Ка бетонској утопији: Архитектура у Југославији, 1948-1980” (2018).[12][13][14]

## Архитектонска и урбанистичка остварења
- Термоелектрана Мали Костолац
- Електрана у Лучанима крај Гуче (1955)
- Електрана у Црњанима на Колубари, са рестораном и насељем (1957)
- Топлана на левој новобеоградској обали Саве (1965, оштећена у бомбардовању Београда 1999)
- Пословна вишеспратница “Енергопројекта” (касније Беобанка) на углу улица Царице Милице и Бранкове у Београду (1956–60)
- Стамбена зграда у Улици Алексе Ненадовића у Београду (1958–59)
- Троспратница Социјалног осигурања у Смедереву (са Б. Петровићем, 1958)
- Стамбена зграда у Улици 17. октобар у Смедереву (1965)
- Робна кућа у Смедереву (са А. Кековићем, 1971)
- Комплекс стамбених зграда у Смедереву (1975–85)
- Дечја установа у Смедереву (1978–80)
- Дом културе у Смедереву (1978–1990)
- Комплекс министарских зграда у Каноу, у Нигерији (са З. Бојовићем, 1970–72)
- Бедуинско насеље Кувајту са 5.000 кућа (са Д. Бакићем и З. Јовановићем, 1971–74)
- Војно насеље Чимпата у Замбији (1970)

## Галерија
- Топлана „Нови Београд”
- Дом културе у Смедереву
- Зграда Беобанке (2014).